# ラジウム223
ラジウム223（Ra-223、223Ra）はラジウムの同位体の一つである。半減期は11.4日であり、マリ・キュリーが発見したラジウム226（226Ra）の1601年と較べて非常に短い。
自然界にはウラン235の崩壊系列に痕跡量存在する。通常は人工的に226Raに中性子を当てて作製される。226Raに中性子を当てると227Raを生じ、半減期42分でアクチニウム227（227Ac）に変化する。227Acは半減期21.8年でトリウム227（227Th）となり、227Thは半減期18.7日で223Raとなる。
223Raは半減期11.43日・5.716MeVでラドン219（219Rn）に、219Rnは半減期3.96秒・6.819MeV でポロニウム215（215Po）にそれぞれ崩壊（α崩壊）する。その後主経路では－(1.781ミリ秒、α、7.386MeV)→鉛211（211Pb）－(36.1分、β、1.379MeV)→ビスマス211（211Bi）－(2.14分、α、6.623MeV )→タリウム207（207Tl）－(4.77分、β、1.427MeV)→ 鉛207（207Pb、安定）となる:4。

## 参考資料
1. ↑  Bruland OS, Larsen RH. Radium revisited. In: Bruland OS, Flgstad T, editors. Targeted cancer therapies: an odyssey. University Library of Tromso, Ravnetrykk No. 29. ISBN 82-91378-32-0 (2003); p 195-202
2. ↑  “塩化ラジウム（Ra-223）注射液を用いる内用療法の適正使用マニュアル 第一版”.   日本アイソトープ協会. 2021年5月25日閲覧。